# Gebäude der Bank Gospodarstwa Krajowego (Katowice)

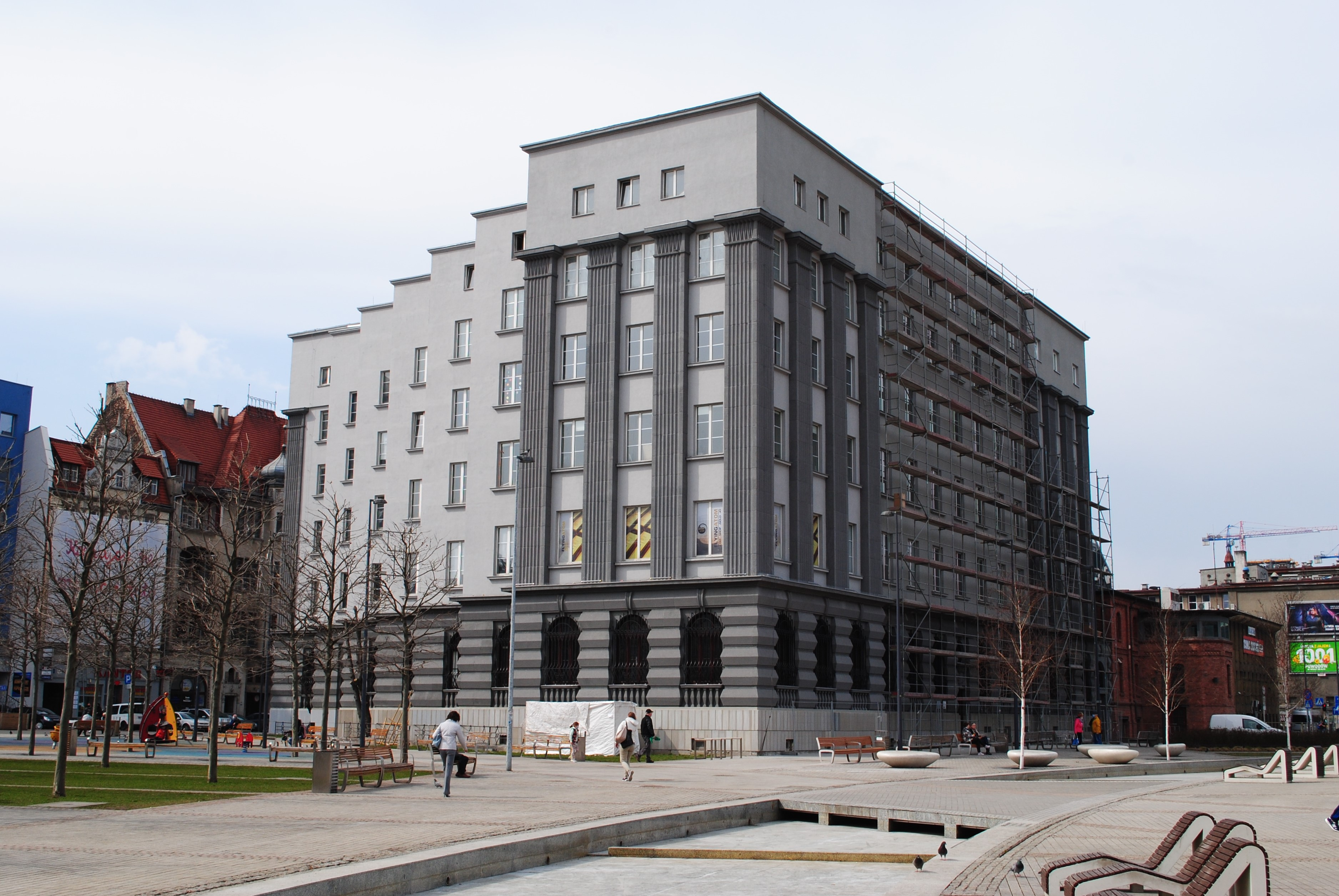
Ansicht von Osten, 2021

Das ehemalige Gebäude der Bank Gospodarstwa Krajowego (polnisch Gmach Banku Gospodarstwa Krajowego) ist ein Wohn- und Geschäftshaus in Katowice (deutsch Kattowitz, Woiwodschaft Schlesien) in Polen. Es wurde von 1928 bis 1930 im Stil des Expressionismus für die staatliche Förderbank Bank Gospodarstwa Krajowego errichtet und steht seit 1978 unter Denkmalschutz.
Das sechsgeschossige Bauwerk steht freistehend im Nordwesten des Stadtbezirks Śródmieście (Innenstadt) an der Ulica Mickiewicza 3. Planende Architekten waren Stanisław Tabeński und Jan Noworyta. Das Gebäude auf einem dreieckigen Grundriss wurde am 2. Mai 1978 sowie 20. Dezember 2019 unter den Nummern A/1237/78 sowie A/590/2019 in das nationale Verzeichnis der Baudenkmäler der Woiwodschaft Katowice bzw. Schlesien aufgenommen.